# 考托瑙·雷娜塔
考托瑙·雷娜塔（匈牙利語：Katona Renáta，1994年11月17日—）生于布达佩斯，是一名匈牙利女子击剑运动员，主攻佩剑，所属俱乐部为Vasas体育俱乐部。她在2000年时受祖父的影响开始接触击剑，在观看2008年北京奥运后，她开始更认真地练习击剑。2017年，她首次出战成年级欧洲锦标赛和世界锦标赛。